# Dziewczyna w ramie obrazu

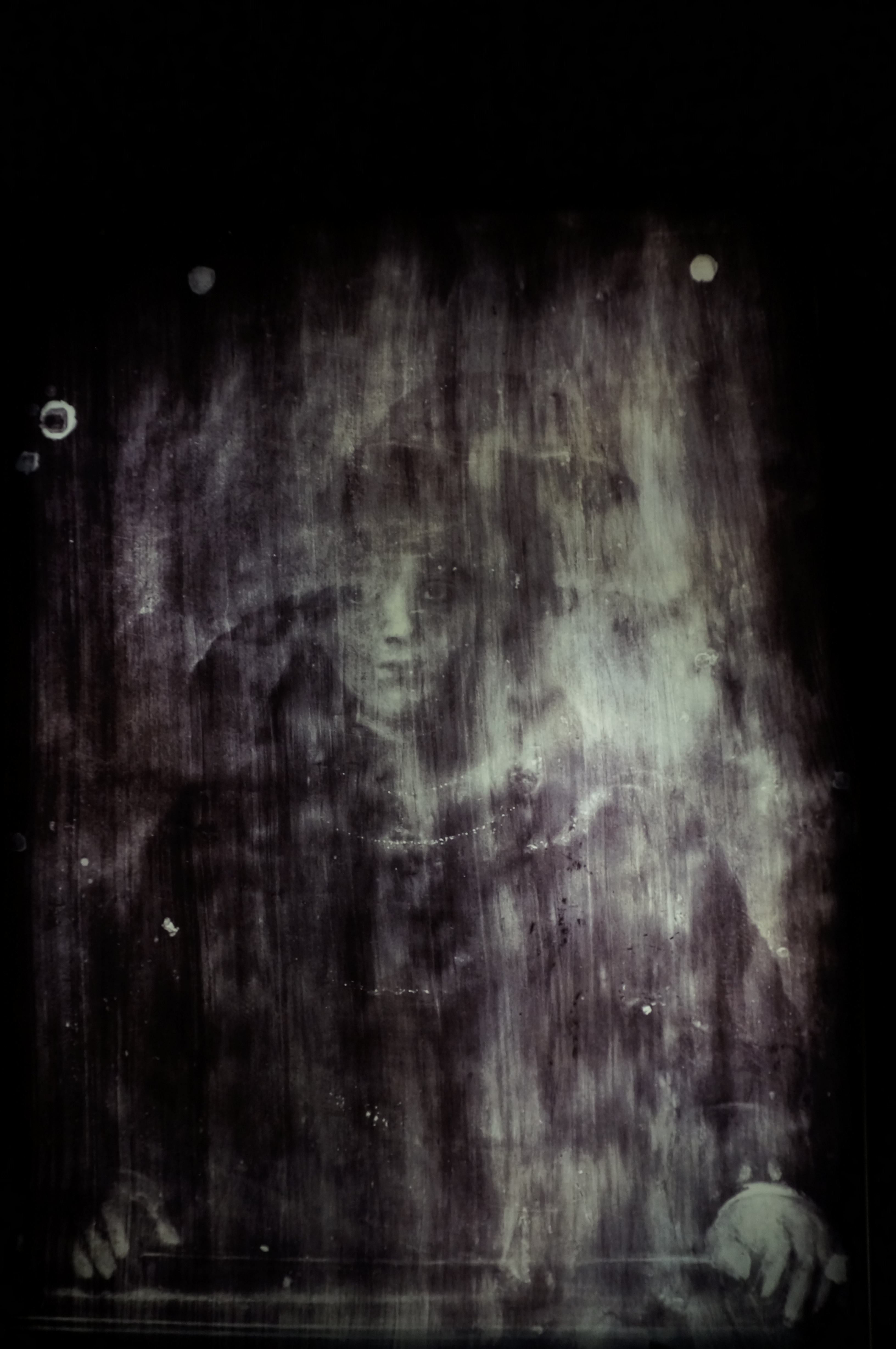
Zdjęcie RTG obrazu pokazujące zarys innej postaci pod malowidłem

Dziewczyna w ramie obrazu, dzieło znane także jako Żydowska narzeczona albo Dziewczyna w kapeluszu – obraz Rembrandta, holenderskiego malarza XVII stulecia. Wykonany w roku 1641 stanowi przykład barokowego portretu kobiecego. Dzieło, którego autorstwo było niegdyś podważane, związane było m.in. z królem Stanisławem Augustem Poniatowskim, a następnie z rodziną Lanckorońskich i Karoliną Lanckorońską, która ofiarowała to dzieło Zamkowi Królewskiemu w Warszawie, w którego zbiorach znajduje się do dziś.

## Opis
Obraz namalowany jest techniką olejną na desce topolowej. Na brunatnym tle ukazana jest en face młoda dziewczyna o dużych ciemnych oczach, lekko otwartych, uśmiechniętych ustach i rozpuszczonych ciemnobrunatnych włosach. Ubrana jest w bordową suknię z dekoracyjnym, pozłacanym paskiem. Na głowie ma tytułowy kapelusz w kolorach zbliżonych do czerni. Jej dłonie spoczywają na iluzyjnie namalowanej ramie. Utrzymany w typowej dla rembrandtowskiego chiaroscuro mrocznej kolorystyce obraz posiada trzy silne akcenty świetlne; główne ognisko światła pada na twarz (poniżej czoła) i częściowo szyję oraz na obie dłonie.
Zdjęcie rentgenowskie obrazu ujawniło zarys innej postaci kobiecej znajdujący się pod obecnym malowidłem. Jest to ślad niedokończonego portretu: widoczny jest kształt głowy, kryzy i ramion.
Dziewczyna w kapeluszu oraz inne dzieło Rembrandta, Uczonego przy pulpicie, kupił w 1777 Stanisław August Poniatowski za pośrednictwem marszanda Jakuba Triebla z rąk Elżbiety Henrietty Marii Gołowkin, córki Friedricha Paula von Kameke. Płótna umieścił w swojej kolekcji w warszawskim Pałacu na Wodzie w Łazienkach. Po śmierci monarchy obrazy zostały przekazane księciu Józefowi Poniatowskiemu, a w 1813 odziedziczyła je siostra księcia, Maria Teresa z Poniatowskich Tyszkiewiczowa. Dwa lata później zakupił je Kazimierz Rzewuski, który przekazał je córce Ludwice, żonie Antoniego Lanckorońskiego. Odtąd weszły w posiadanie rodziny Lanckorońskich, która rezydowała w Austrii. W 1902 Lanckorońscy urządzili w Wiedniu wystawę, na której Dziewczyna w ramie obrazu znalazła się obok innych obrazów z ich kolekcji, głównie płócien doby renesansu i baroku. Zarekwirowany przez Gestapo, w 1947 został odnaleziony i oddany prawowitym właścicielom, a następnie zabezpieczony w szwajcarskim banku. Dzieło zostało udostępnione w 1994 roku podczas wystawy kolekcji Lanckorońskich w warszawskim Zamku Królewskim, któremu Karolina Lanckorońska ostatecznie przekazała je na własność.
Dziewczyna w ramie obrazu stała się podmiotem badań historyków sztuki, w tym rembrandtologów, pracujących w amsterdamskim projekcie Rembrandt Research Project, prowadzonym przez Ernsta van de Weteringa. Tenże badacz trzykrotnie analizował Dziewczynę oraz Uczonego i w lutym 2006 roku ostatecznie potwierdził autorstwo Rembrandta. Wystawiane były na wystawie „Rembrandt – The Quest of a Genius” z okazji 400. lecia urodzin malarza, prezentowanej w amsterdamskim Rembrandthuis i berlińskiej Gemäldegalerie.
Jest jednym z trzech obrazów Rembrandta znajdujących się w polskich zbiorach (dwa pozostałe to Uczony przy pulpicie oraz Krajobraz z miłosiernym Samarytaninem).